# جوزيبي روجيرو
جوزيبي روجيرو (بالإيطالية: Giuseppe Ruggiero)‏ هو لاعب كرة قدم إيطالي في مركز الوسط، ولد في 28 أكتوبر 1993 في سانت أغاتا دي بوليا في إيطاليا. شارك مع منتخب إيطاليا تحت 19 سنة لكرة القدم. أما مع النوادي، فقد لعب مع نادي أسكولي ونادي برو فيرتشيلي ونادي غوريتسا ويوفنتوس.

## وصلات خارجية
- جوزيبي روجيرو على موقع قاعدة بيانات كرة القدم.إي يو (الإنجليزية)
- جوزيبي روجيرو على موقع Soccerway.com (الإنجليزية)